# Kath Browne
Kath Browne, née en 20 juillet 1977, est une géographe irlandaise, spécialiste de géographie du genre et des sexualités.

## Biographie
Kath Browne est originaire de Douglas.

### Formation
Kath Browne obtient un Bachelor of Science en géographie, science des sports et éducation physique en 1998 à l'université de Loughborough puis un Master of Arts en géographie sociale et culturelle en 1999 à l'université de Sheffield. Elle commence son doctorat en 1999 à l'université du Gloucestershire sur la vie quotidienne des femmes non-hétérosexuelles qu'elle achève en 2002,.

### Carrière
Elle devient professeure de géographie humaine en 2014, à l'université de Brighton,, professeure de géographie des sexualités et des genres à la Maynooth University en 2018 puis full professor à l'university College Dublin en 2019. Son recrutement à l'university College Dublin a fait l'objet d'une poursuite en justice de la part de la Maynooth University.

## Travaux
Les travaux de Kath Browne s'inscrivent dans les branches de la géographie sociale et de la géographie culturelle. Elle travaille sur les expériences spatiales individuelles des sexualités et des genres et est à ce titre l'une des chercheuses principales du champ de la géographie des sexualités. Par ses travaux, elle invite à reconsidérer la façon dont les géographes conceptualisent l'identité, la sexualité et le genre. Elle participe à la structuration du champ par l'organisation de nombreuses sessions à des conférences scientifiques ainsi que par son rôle la création du « Space, Sexualities and Queer Working Group » de la Royal Geographical Society.
Ses recherches portent notamment sur le « Brighton gay ». Elles s'inscrivent pour partie dans le champ des géographies lesbiennes.
Ses travaux sont mobilisés et pris en compte par les pouvoirs publics et notamment le Office for National Statistics britannique.

### Géographies et méthodologiesqueers
Kath Browne est critique à l'égard de l'hétéronormativité et du masculinisme qui peuvent marquer la géographie du genre et des sexualités.
Pour Kath Browne, le terme queer n'est pas synonyme d'« homosexuel » ni de « LGBT » mais permet de déconstruire l'opposition hétérosexuel/homosexuel,. Il s'oppose autant à l'homonormativité qu'à l'hétéronormativité,.
D'après Cha Prieur, le livre Queer Methods and Methodologies de Kath Browne et Catherine Nash (en) paru en 2010, s'inscrit dans un enjeu de « production des savoirs et méthodologies queers ». L'ouvrage est centré sur des méthodologies qualitatives, mobilise notamment les théories des savoirs situés et insiste sur l'importance de la prise en compte des émotions et des désirs dans la recherche,.

### Travaux sur l'«hétéroactivisme»
Les travaux les plus récents de Kath Browne, menés avec Catherine Jean Nash (en) depuis 2012, portent sur l'extrême droite, les résistances face à l'accès aux droits des personnes LGBT et l'« hétéroactivisme »,. Elles définissent l'« hétéroactivisme » comme « both an ideology and a set of practices » (« à la fois une idéologie et un ensemble de pratiques ») utilisés par des groupes s'opposant aux droits des minorités de genre et sexuelles en « asserting the supremacy of heterosexual marriage and normative gender roles as the foundations for the best society and the best place for raising children » (« affirmant la suprématie du mariage hétérosexuel et des rôles normatifs de genre comme fondements pour la meilleure société et le meilleur espace pour élever des enfants »).

## Distinctions et financements
- 2007 : Gill Memorial Award de la Royal Geographical Society pour le potentiel de sa recherche dans le champ des géographies des sexualités[3],[11].
- 2010 : Pride in Canterbury Award reconnaissant le soutien des communautés LGBT[réf. souhaitée].
- 2012 : Geographical Perspectives on Women Jan Monk Service Award de l'Association of American Geographers[12].
- 2017 : Présidente pour la géographie du British Science Festival à Brighton[réf. souhaitée].
- 2018 : Financement du Conseil européen de la recherche pour un projet sur les droits et égalités sexuels et de genre[2].
- 2021 : Membre d'AcademiaNet, portail recensant les femmes scientifiques d'excellence[13].
- 2022 : Membre de l'Académie royale d'Irlande[1].

## Publications principales

### Ouvrages
- (en) Kath Browne, Jason Lim et Gavin Brown, Geographies of sexualities : theory, practices, and politics, Ashgate, 2007 (ISBN 978-0-7546-8478-7, 0-7546-8478-4 et 1-351-93415-5, OCLC 654327578, lire en ligne)
- (en) Kath Browne et Catherine J. Nash, Queer Methods and Methodologies : Intersecting Queer Theories and Social Science Research, Taylor & Francis, 28 août 2010 (lire en ligne)
- (en) Jayne Caudwell et Kath Browne, Sexualities, spaces and leisure studies, Routledge, 2013 (ISBN 978-0-203-72219-0 et 0-203-72219-1, OCLC 958103406, lire en ligne)
- (en) Kath Browne et Eduarda Ferreira, Lesbian geographies : gender, place and power, Routledge, 2016 (ISBN 978-1-315-59223-7, 1-315-59223-1 et 978-1-317-10563-3, OCLC 948603331, lire en ligne)
- (en) Kath Browne, Sally R. Munt et Andrew Kam-Tuck Yip, Queer Spiritual Spaces : Sexuality and Sacred Places, Routledge, 2020, 318 p. (ISBN 0-367-60283-0 et 978-0-367-60283-3, OCLC 1156402635, lire en ligne)
- (en) Kath Browne, Heteroactivism : resisting lesbian, gay, bisexual and trans rights and equalities, 2020 (ISBN 978-1-78699-647-3, 1-78699-647-2 et 978-1-78699-648-0, OCLC 1226712714, lire en ligne)

### Articles
- (en) Kath Browne, « Negotiations and Fieldworkings: Friendship and Feminist Research », ACME: An International Journal for Critical Geographies, vol. 2, no 2,‎ 2003, p. 132–146 (ISSN 1492-9732, lire en ligne, consulté le 4 octobre 2022)
- (en) Kath Browne, « Genderism and the Bathroom Problem: (re)materialising sexed sites, (re)creating sexed bodies », Gender, Place & Culture, vol. 11, no 3,‎ 1er septembre 2004, p. 331–346 (ISSN 0966-369X, DOI 10.1080/0966369042000258668, lire en ligne, consulté le 4 octobre 2022)
- (en) Kath Browne, « Snowball sampling: using social networks to research non-heterosexual women », International Journal of Social Research Methodology, vol. 8, no 1,‎ 1er février 2005, p. 47–60 (ISSN 1364-5579, DOI 10.1080/1364557032000081663, lire en ligne, consulté le 4 octobre 2022)
- (en) Kath Browne, « Challenging Queer Geographies », Antipode, vol. 38, no 5,‎ novembre 2006, p. 885–893 (ISSN 0066-4812 et 1467-8330, DOI 10.1111/j.1467-8330.2006.00483.x, lire en ligne, consulté le 4 octobre 2022)
- (en) Kath Browne, « A party with politics? (Re)making LGBTQ Pride spaces in Dublin and Brighton », Social & Cultural Geography, vol. 8, no 1,‎ 1er février 2007, p. 63–87 (ISSN 1464-9365, DOI 10.1080/14649360701251817, lire en ligne, consulté le 4 octobre 2022)
- (en) Kath Browne, Catherine J. Nash et Sally Hines, « Introduction: towards trans geographies », Gender, Place & Culture, vol. 17, no 5,‎ 1er octobre 2010, p. 573–577 (ISSN 0966-369X, DOI 10.1080/0966369X.2010.503104, lire en ligne, consulté le 4 octobre 2022)